# Scapulaire de Notre-Dame du Bon Conseil

Scapulaire de Notre-Dame du Bon Conseil.

Le scapulaire de Notre-Dame du Bon Conseil est un scapulaire catholique associé aux Augustins.

## Description
Le scapulaire est fait de laine blanche réunis par des cordons de n'importe quelle couleur, d'un côté se trouve l'image de Notre-Dame du Bon Conseil, de l'autre le blason du pape (la tiare et les clés) avec les mots « Mon enfant, suivez ses conseils, Léon XIII ».

## Origine
L'image de Notre-Dame du Bon Conseil se trouve à Genazzano dont le sanctuaire est confié aux Augustins qui créent une association de fidèles sous le nom de "Pieuse union de Notre-Dame du Bon Conseil", et un scapulaire comme insigne de la confrérie, confirmée par Benoît XIV le 2 juillet 1753.

## Approbation
À la demande des Augustins, Léon XIII approuve le scapulaire par un décret de la Congrégation des rites du 21 décembre 1893 avec indulgences ; les fidèles pouvant le porter sans être membre de la confrérie du Bon Conseil. Auparavant, les Augustins étaient les seuls à pouvoir bénir et imposer ce scapulaire, là où il n'existait pas de couvent de cet ordre, un prêtre pouvait le faire en adressant une demande au supérieur général des Augustins. Maintenant le droit canonique autorise tout prêtre à administrer les scapulaires selon les rites de l'église.